# Aero L-39 Albatros
Aero L-39 Albatros je češkoslovaško enomotorno reaktivno šolsko vojaško letalo, ki se lahko uporablja tudi kot lahki jurišnik. L-39 je eno najbolj popularnih reaktivnih šolskih letal na svetu z več kot 2800 zgrajenimi. Uporabljajo ga v več kot 30 državah. Zasnovan je bil kot naslednik L-29 Delfína.L-39 je bil prvi trenažer z turbofan pogonom.
L-39 (Prototype X-02) je prvič poletel 4. novembra 1969. Serijska proizvodnja se je začela leta 1971. Leta 1997 so začeli s proizvodnjo jurišne različice L-159 ALCA. Aprila 2023 je bil predstavljen posodobljen model L-39NG, ki je ponovno v proizvodnji.
L-39 uporablja rahlo naklonjeno krilo z majhnim (2½0) dihedralom. Ima realtivno majhno vitkost. Na koncih kril so nameščeni 100-litrski rezervoarji za gorivo. Letalo ima pri teži 4200 kilogramov g-omejitve +8/-4 g.
Šolska različica po navadi ni oborožena, ima pa 2 podkrilna nosilca za rezervoarje za gorivo ali pa šolske bombe. Jurišna različica ima štiri nosilce, nekateri verzije imajo tudi top. L-39 ima dva katapultna sedeža. Zadnji sedež je malce dvignjen za boljši razgled.
L-39 poganja sovjetski turbofan motor Ivčenko AI-25TL

## Tehnične specifikacije (L-39C)
Podatki iz Jane's All The World's Aircraft 1988–89
Splošne karakteristike
- Posadka: 2
- Dolžina: 12,13 m (39 ft 9½ in)
- Razpon kril: 9,46 m (31 ft 0½ in)
- Višina: 4,77 m (15 ft 7¾ in)
- Površina kril: 18,8 m² (202 ft²)
- Aeroprofil: NACA 64A012 mod
- Teža praznega letala: 3455 kg (7617 lb)
- Maks. vzletna teža: 4700 kg (10362 lb)
- Pogon letala: 1 × Ivchenko AI-25TL turbofan, 16,87 kN (3792 lbf)

 Zmogljivost 
- Neprekoračljiva hitrost: Mach 0,80 (609 mph, 980 km/h)
- Maks. hitrost: 750 km/h (405 vozlov, 466 mph) at 5000 m (16400 ft)
- Doseg: 1100 km (593 nmi, 683 mi) z notranjim gorivom
  - 1750 km, (944 nmi, 1087 mi) (z notranjim in zunanjim gorivom)
- Trajanje leta: 2 uri 30 min (z notranjim gorivom), 3 ur 50 min (z notranjim in zunanjim gorivom)
- Višina leta: 11000 m (36100 ft)
- Hitrost vzpenjanja: 13,5 m/s (4130 ft/min)
- Obremenitev kril: 250,0 kg/m² (51,3 lb/ft²)
- Razmerje potisk/teža: 0,37
- Čas do višine 5000 m (16400 ft): 5 min
- Vzletna razdalja: 530 m (1740 ft)
- Pristajalna razdalja: 650 m (2140 ft)

Oborožitev

- do 284 kg (626 lb) na dveh nosilcih
- 2× manjša gorivna tanka na koncih kril